# Асоціативне заміщення
Асоціативне заміщення (англ. associative substitution) — у хімії комплексних сполук — хімічна реакція заміщення, коли вихідний комплекс проходить через перехідний стан, де координаційне число є вищим. Тобто це заміщення одного ліганда на інший у координаційній сфері комплексу, коли на початку відбувається приєднання ліганда до комплексу з утворенням проміжної сполуки — асоціату.
AX + Y ⎯→ XAY–
XAY– ⎯→ X– + AY